# Інверторний зварювальний апарат

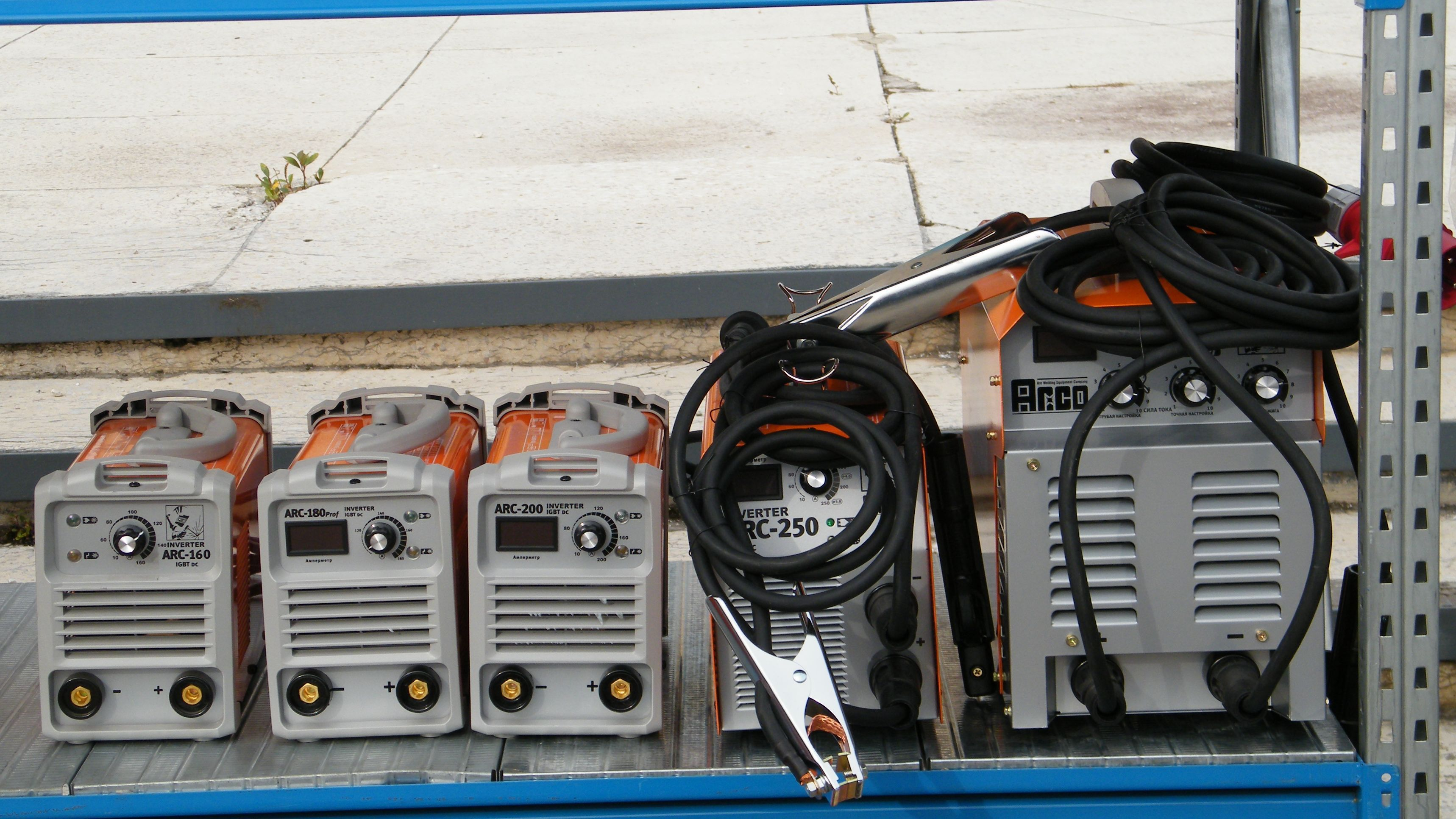
Інверторні зварювальні апарати

Інверторний зварювальний апарат (Зварювальний інвертор) — зварювальний пристрій, в якому формування вихідної напруги та регулювання струму зварювання здійснюється електронним інвертором. З початку XXI століття один з найпопулярніших зварювальних апаратів для всіх видів електродугового зварювання металів.
Пристрій характеризується високою якістю зварювання, високим — 80-90% і більше — ККД та відносно невеликою у порівнянні з трансформаторними зварювальними апаратами вагою (5-8 кг). Вибагливий до вологості, чистоти та температури повітря, потребує періодичного очищення плат з електронними компонентами від пилу.

## Принцип дії
Принцип його дії полягає в наступному:
- подача змінного струму на мережевий випрямляч;
- випрямлення струму за допомогою фільтра;
- подача випрямленого струму на інвертор і перетворення його на змінний з високою частотою;
- зниження напруги трансформатором і збільшення сили струму;
- в процесі зварювання - випрямлення струму частотним  випрямлячем.

Змінний струм промислової частоти (50 або 60 Гц), надходить на випрямляч. Випрямлений струм згладжується конденсаторним фільтром і подається на високочастотний інвертор (20-50 кГц). З інвертора змінний струм високої частоти подається на високочастотний трансформатор, а з вторинної обмотки трансформатора — на силові діоди. Електронний пристрій управління інвертором забезпечує необхідну вольт-амперну характеристику апарата та його захист від перевантаження та перегріву. Завдяки використанню високої частоти вдається досягти істотного зменшення розмірів та ваги силового трансформатора.

## Конструкція
До складу інверторного зварювального апарату входять:
- одно або двоканальний блок живлення, який забезпечує необхідну постійну та стабілізовану напругу живлення для схеми управління інвертором;
- вхідний випрямляч напруги з фільтром на електролітичних конденсаторах;
- широтно-імпульсний модулятор, який за встановленим та наявним струмом інвертора формує імпульси необхідної прогальності;
- високочастотний інвертор з потужними транзисторними ключами, в ролі яких використовуються декілька паралельно увімкнутих силових транзисторів MOSFET або IGBT;
- високочастотний трансформатор з коефіцієнтом трансформації близько 3:1;
- випрямляч на силових діодах з вихідним дроселем;
- корпус (бажано сталевий для екранування високочастотних коливань) з панеллю управління, системою вентиляції, регулятором струму зварювання, індикаторами та клемами для приєднання силових кабелів.

За конструктивним виконанням апарати поділяються на одноплатні та багатоплатні:
- в одноплатному виконанні всі електронні компоненти розташовуються на одній моноплаті, що дозволяє істотно зменшити вартість апарату, але суттєво погіршує його ремонтопридатність (вартість плати звичайно становить близько 80% вартості апарату);
- в багатоплатному виконанні окремі схемотехнічні блоки апарату виконуються на окремих платах, що збільшує вартість апарату, але покращує його ремонтопридатність.

В окремих бюджетних апаратах можуть бути відсутні деякі елементи, наприклад: датчик перегріву, дросель тощо.

## Експлуатаційні характеристики
Популярні моделі виготовляються на діапазон робочих температур 5-40°C. Зварювальні струми становлять до 160, 200, 250 Ампер, що дозволяє якісно зварювати листові сталеві вироби товщиною до 6-8 (для моделей 160 Ампер) або до 10-15 (для моделей 250 Ампер) мм., та різати метал електродами 3 (160 Ампер) або 4 (250 Ампер) мм. при повторно-періодичному режимі роботи.
Більшість апаратів підтримують режими «антистик», що автоматично обмежує струм при «залипанні» електрода; та «гарячий старт», що збільшує зварювальний струм при початковому контакті електрода з місцем зварювання.
В окремих моделях застосовується спеціальна «тунельна» схема охолодження, яка забезпечує обдув переважно радіаторів охолодження, а не монтажних плат, що зменшує вимоги апарата до наявності пилу на місці виконання робіт. Окремі моделі також є досить чутливими до напруги мережі, що виявляється в істотному зменшенні струму зварювання при зниженні напруги в мережі.